# Jupiaba
Jupiaba é um gênero de peixes caracídeos sul-americanos de água doce.

## Espécies
- Jupiaba abramoides (C. H. Eigenmann, 1909)
- Jupiaba acanthogaster (C. H. Eigenmann, 1911)
- Jupiaba anteroides (Géry, 1965)
- Jupiaba apenima Zanata, 1997
- Jupiaba asymmetrica (C. H. Eigenmann, 1908)
- Jupiaba atypindi Zanata, 1997
- Jupiaba citrina Zanata & Ohara, 2009
- Jupiaba elassonaktis T. N. A. Pereira & Lucinda, 2007
- Jupiaba essequibensis (C. H. Eigenmann, 1909)
- Jupiaba iasy Netto-Ferreira, Zanata, Birindelli & Sousa, 2009
- Jupiaba keithi (Géry, Planquette & Le Bail, 1996)
- Jupiaba kurua Birindelli, Zanata, Sousa & Netto-Ferreira, 2009
- Jupiaba maroniensis (Géry, Planquette & Le Bail, 1996)
- Jupiaba meunieri (Géry, Planquette & Le Bail, 1996)
- Jupiaba minor (Travassos, 1964)
- Jupiaba mucronata (C. H. Eigenmann, 1909)
- Jupiaba ocellata (Géry, Planquette & Le Bail, 1996)
- Jupiaba paranatinga Netto-Ferreira, Zanata, Birindelli & Sousa, 2009
- Jupiaba pinnata (C. H. Eigenmann, 1909)
- Jupiaba pirana Zanata, 1997
- Jupiaba poekotero Zanata & F. C. T. Lima, 2005
- Jupiaba polylepis (Günther, 1864)
- Jupiaba poranga Zanata, 1997
- Jupiaba potaroensis (C. H. Eigenmann, 1909)
- Jupiaba scologaster (M. J. Weitzman & Vari, 1986)
- Jupiaba yarina Zanata, 1997
- Jupiaba zonata (C. H. Eigenmann, 1908)